# Divalia
Le Divalia sono una festività dell'Antica Roma celebrata il 21 dicembre in onore della dea Angerona, motivo per cui a volte sono chiamata anche Angeronalia.
Furono istituite a seguito di una epidemia di quella che è modernamente definita angina di Ludwig. Durante la festività il pontefice compiva sacrifici nel tempio di Volupta, dea della gioia e del piacere, con l'auspicio che ciò allontanasse tutte le sofferenze e preoccupazioni della vita.

## Fonti
- (EN) Cyclopædia, or, An universal dictionary of arts and sciences - Ephraim Chambers (1728) - p. 231, su digicoll.library.wisc.edu.